# Llista de municipis del districte de Partizánske
Llista de tots els municipis del districte de Partizánske de la regió de Trenčín.
Informació actualitzada per un bot. Els canvis manuals es perdran quan s'actualitzi!
| Escut | Municipi             | Població | Superfície km² | Densitat | Altitud | Codi postal                     | Codi territorial | Dades a Wikidata              |
| ----- | -------------------- | -------- | -------------- | -------- | ------- | ------------------------------- | ---------------- | ----------------------------- |
|       | Bošany               | 3.989    | 14,4           | 277,16   | 177     | 956 18                          | SK0225542733     | Modifica les dades a Wikidata |
|       | Brodzany             | 890      | 18,3           | 48,66    | 192     | 958 42                          | SK0225580449     | Modifica les dades a Wikidata |
|       | Chynorany            | 2.661    | 10,4           | 257,02   | 178     | 956 33                          | SK0225543004     | Modifica les dades a Wikidata |
|       | Hradište (Trenčín)   | 980      | 8,2            | 120      | 212     | 958 54                          | SK0225542962     | Modifica les dades a Wikidata |
|       | Ješkova Ves          | 494      | 10,4           | 47,53    | 223     | 958 45 (pošta Veľký Klíž)       | SK0225556416     | Modifica les dades a Wikidata |
|       | Klátova Nová Ves     | 1.596    | 35             | 45,55    | 198     | 958 44                          | SK0225543047     | Modifica les dades a Wikidata |
|       | Kolačno              | 899      | 21,3           | 42,18    | 238     | 958 41 (pošta Veľké Uherce)     | SK0225543055     | Modifica les dades a Wikidata |
|       | Krásno               | 518      | 3,6            | 143,57   | 189     | 958 43                          | SK0225556246     | Modifica les dades a Wikidata |
|       | Livina               | 119      | 3,2            | 36,92    | 184     | 956 32 (pošta Nadlice)          | SK0225556173     | Modifica les dades a Wikidata |
|       | Livinské Opatovce    | 278      | 5              | 55,45    | 193     | 956 32 (pošta Nadlice)          | SK0225556190     | Modifica les dades a Wikidata |
|       | Malé Kršteňany       | 525      | 6,3            | 83,44    | 207     | 958 03 (pošta Partizánske 1)    | SK0225505129     | Modifica les dades a Wikidata |
|       | Malé Uherce          | 859      | 6              | 143,79   | 211     | 958 03 (pošta Partizánske 1)    | SK0225580953     | Modifica les dades a Wikidata |
|       | Nadlice              | 584      | 5,5            | 105,52   | 182     | 956 32                          | SK0225505170     | Modifica les dades a Wikidata |
|       | Nedanovce            | 620      | 7              | 88,57    | 180     | 958 43 (pošta Krásno)           | SK0225505196     | Modifica les dades a Wikidata |
|       | Ostratice            | 779      | 11,3           | 68,89    | 182     | 956 34                          | SK0225505307     | Modifica les dades a Wikidata |
|       | Partizánske          | 20.338   | 22,3           | 912,38   | 190     | 958 01                          | SK0225505315     | Modifica les dades a Wikidata |
|       | Pažiť                | 502      | 3,1            | 163,92   | 200     | 958 03 (pošta Partizánske 1)    | SK0225505323     | Modifica les dades a Wikidata |
|       | Skačany              | 1.327    | 15,4           | 86,29    | 205     | 958 53                          | SK0225505463     | Modifica les dades a Wikidata |
|       | Turčianky            | 134      | 3,7            | 35,88    | 230     | 958 44 (pošta Klátova Nová Ves) | SK0225556271     | Modifica les dades a Wikidata |
|       | Veľké Kršteňany      | 574      | 13,5           | 42,59    | 215     | 958 03 (pošta Partizánske 1)    | SK0225505706     | Modifica les dades a Wikidata |
|       | Veľké Uherce         | 1.980    | 27,8           | 71,25    | 230     | 958 41                          | SK0225505722     | Modifica les dades a Wikidata |
|       | Veľký Klíž           | 845      | 42,4           | 19,93    | 250     | 958 45                          | SK0225505731     | Modifica les dades a Wikidata |
|       | Žabokreky nad Nitrou | 1.710    | 7              | 245,1    | 192     | 958 52                          | SK0225505803     | Modifica les dades a Wikidata |